# Ramaderia ovina

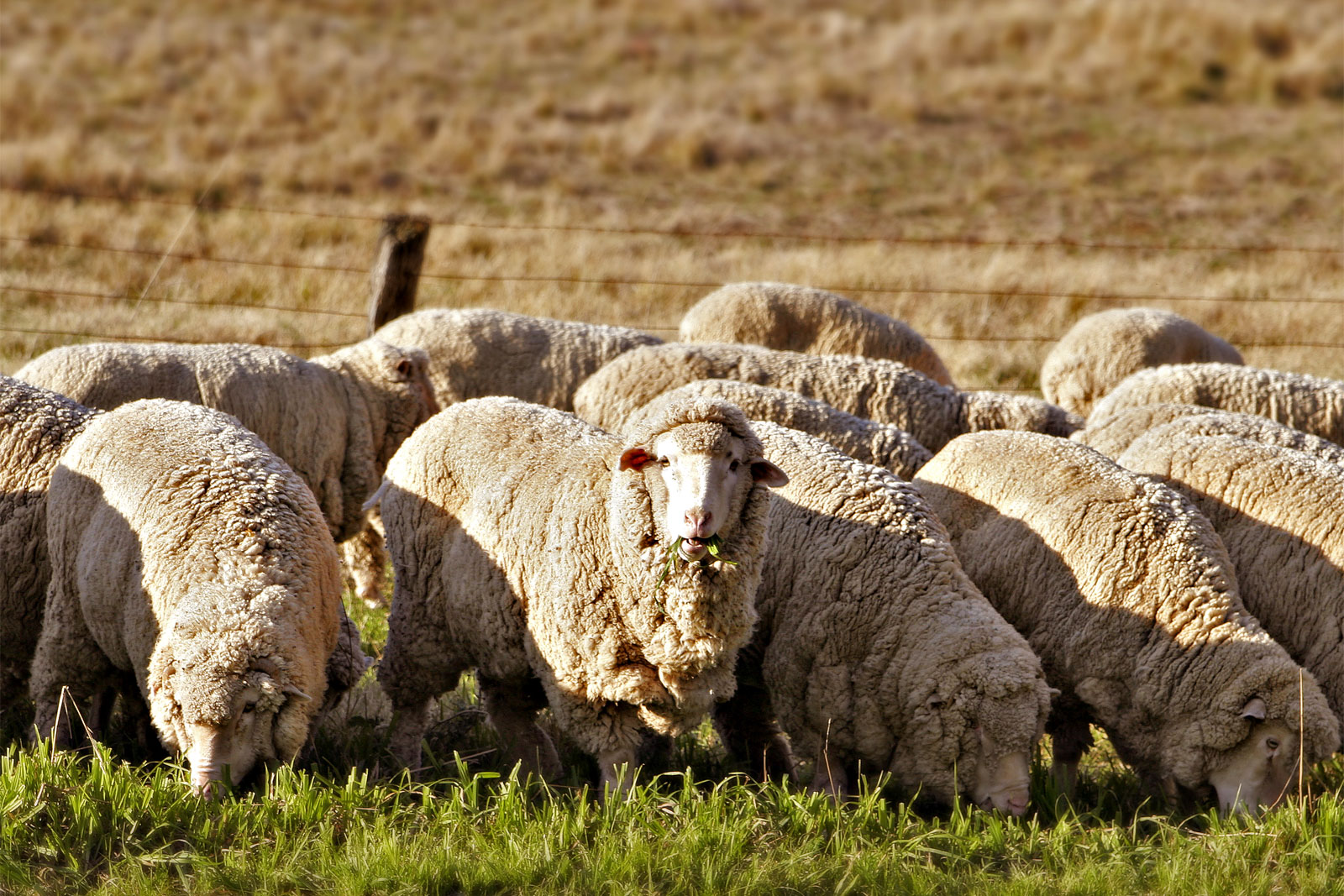
Ovelles de raça merina a Austràlia

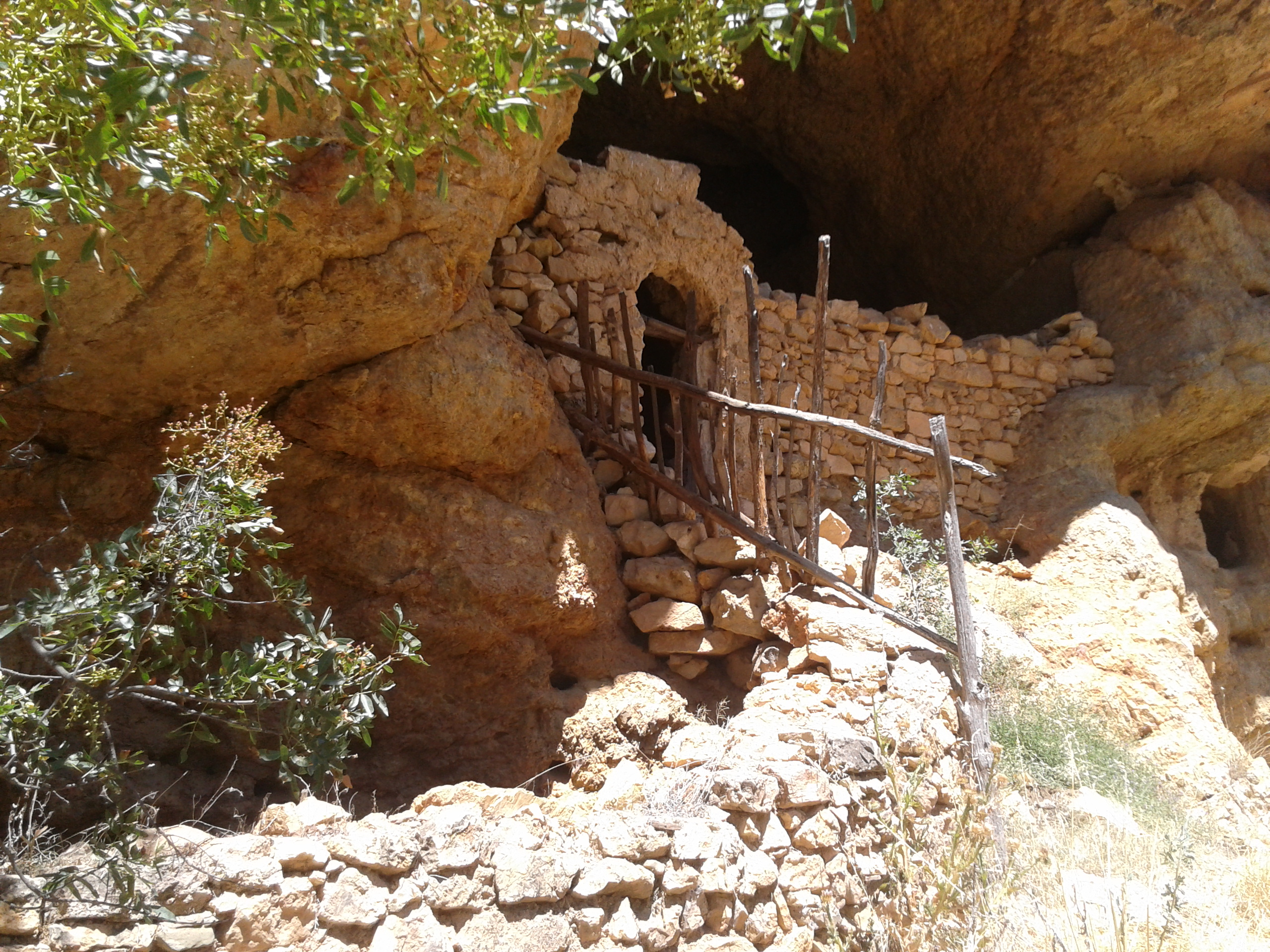
Paridera medieval en una cova del nord d'Espanya.

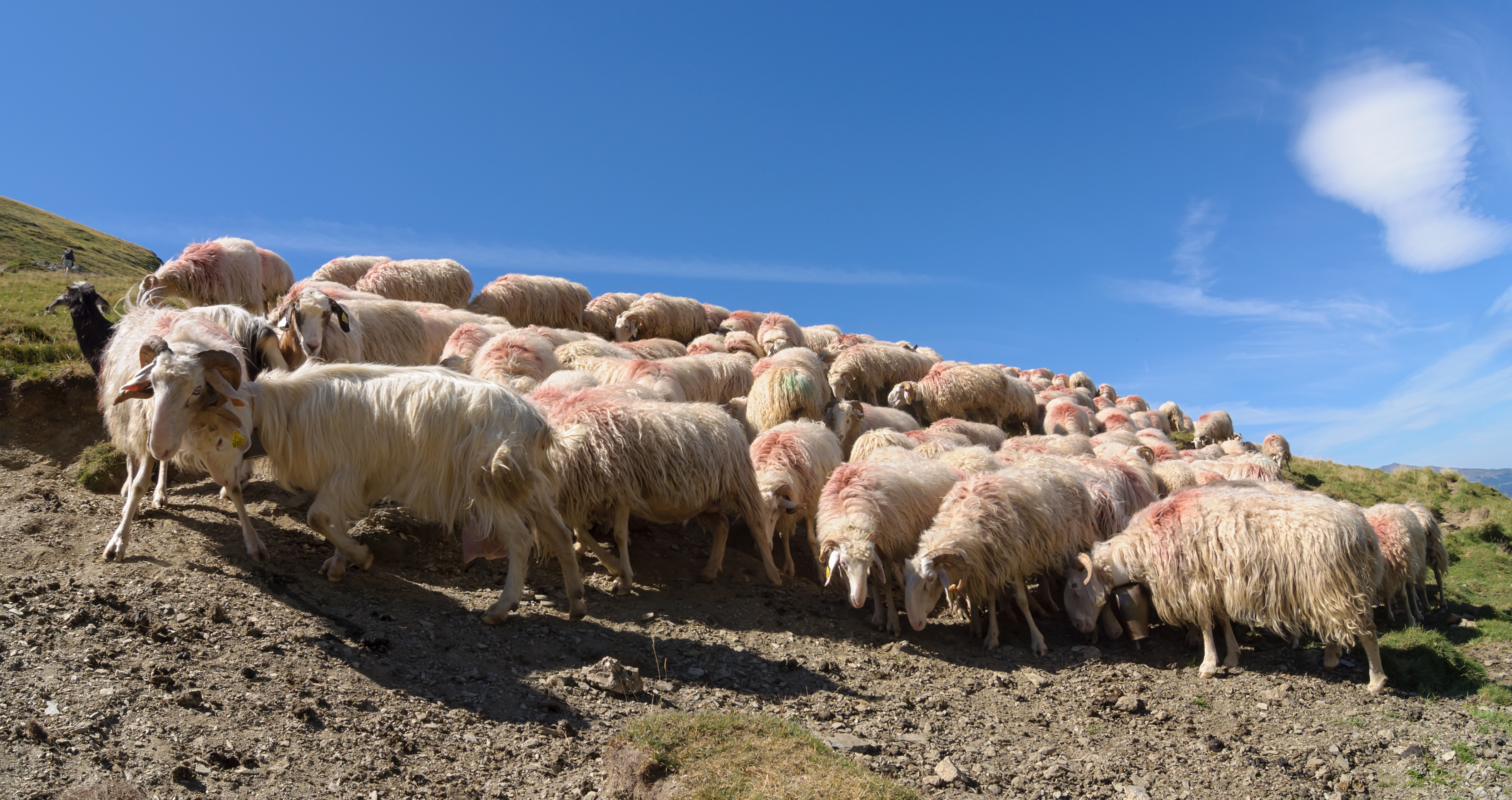
Ovelles de raça basco-bearneses

La ramaderia ovina és la cria d'ovelles domèstiques. Es tracta d'una branca de la ramaderia. Les ovelles es crien principalment per la seva carn, la seva llet o per la llana.

## Història
La domesticació de les ovelles és una de les més antigues després de la del gos. Es va fer probablement en la zona del Creixent fèrtil al voltant de Mesopotàmia.
Una mutació esdevinguda al Magrib en va revolucionà la cria. Ovelles amb la llana més fina i llarga aparegueren a Espanya on es va crear la raça Merina.

## Producció
- Carn d'ovella:és la producció primigènia. A Occident només s'aprofita dels animals anyells a la primavera. Als països de tradició islàmica la carn d'ovella es considera noble, consumida en les festes tradicionals com (Aïd el-Kebir).
- Llana: es fa servir per a fer vestits amb bones propietats aillants, tapissos perses, etc. Les ovelles s'han de tondre per a obtenir-ne la llana.
- Llet: principalment per ser transformada en formatge de llet d'ovella.
- Fem d'ovella: és de gran qualitat.
- Neteja ecològica: en fruticultura les ovelles fan el desherbatge i els seus excrements contribueixen a la fertilitat del sòl També es fan servir per lelminar el sotabosc i disminuir el combustible per evitar incendis.

Les ovelles acostumen a ser criades extensivament aprofitant tota mena de pastures i terrenys pobres, secs i de relleu difícil. També es crien estabulades, especialment quan es vol produir llet.

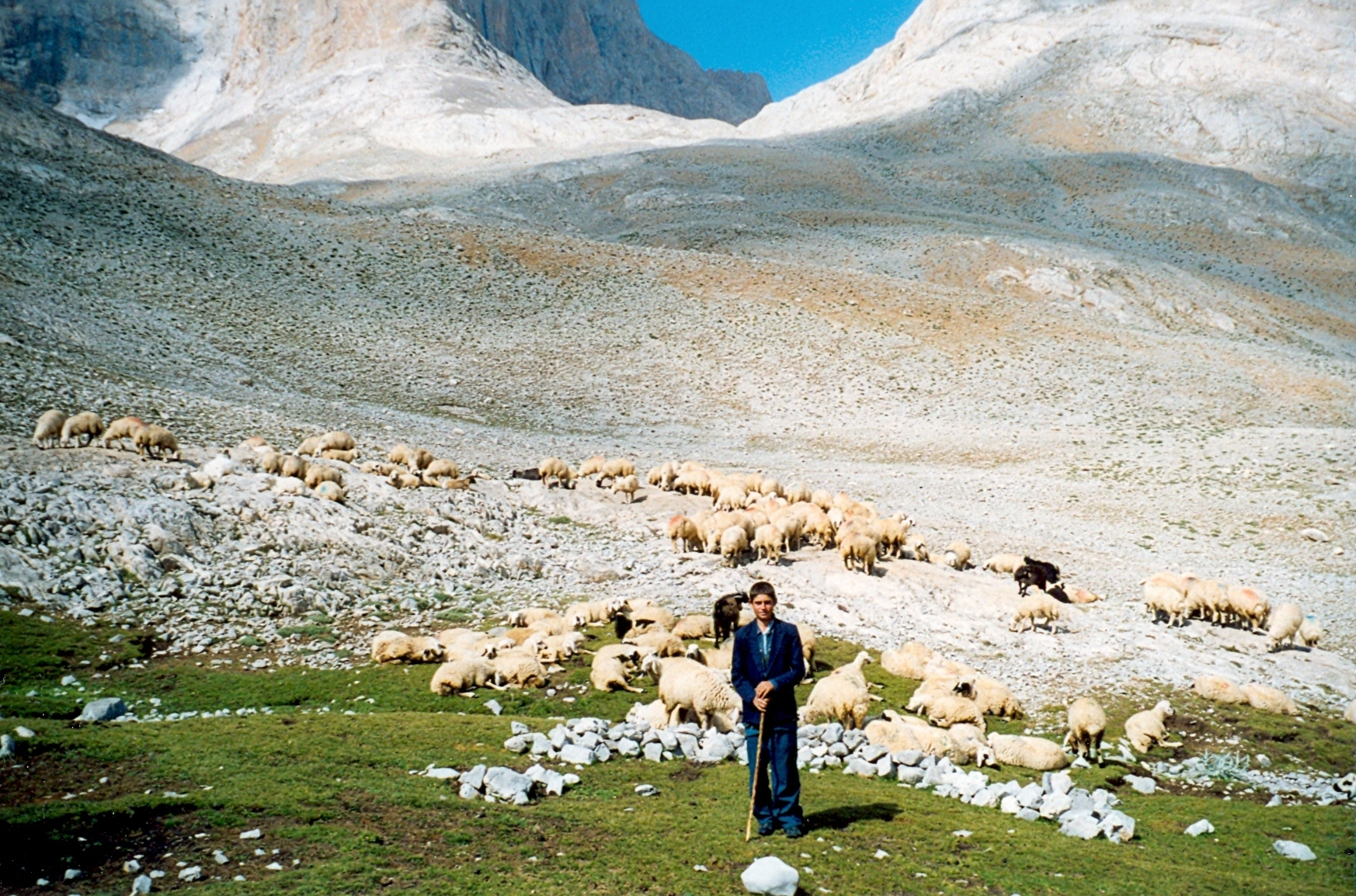
Yörük a les Muntanyes Taurus

## Ramaderia ovina al Món

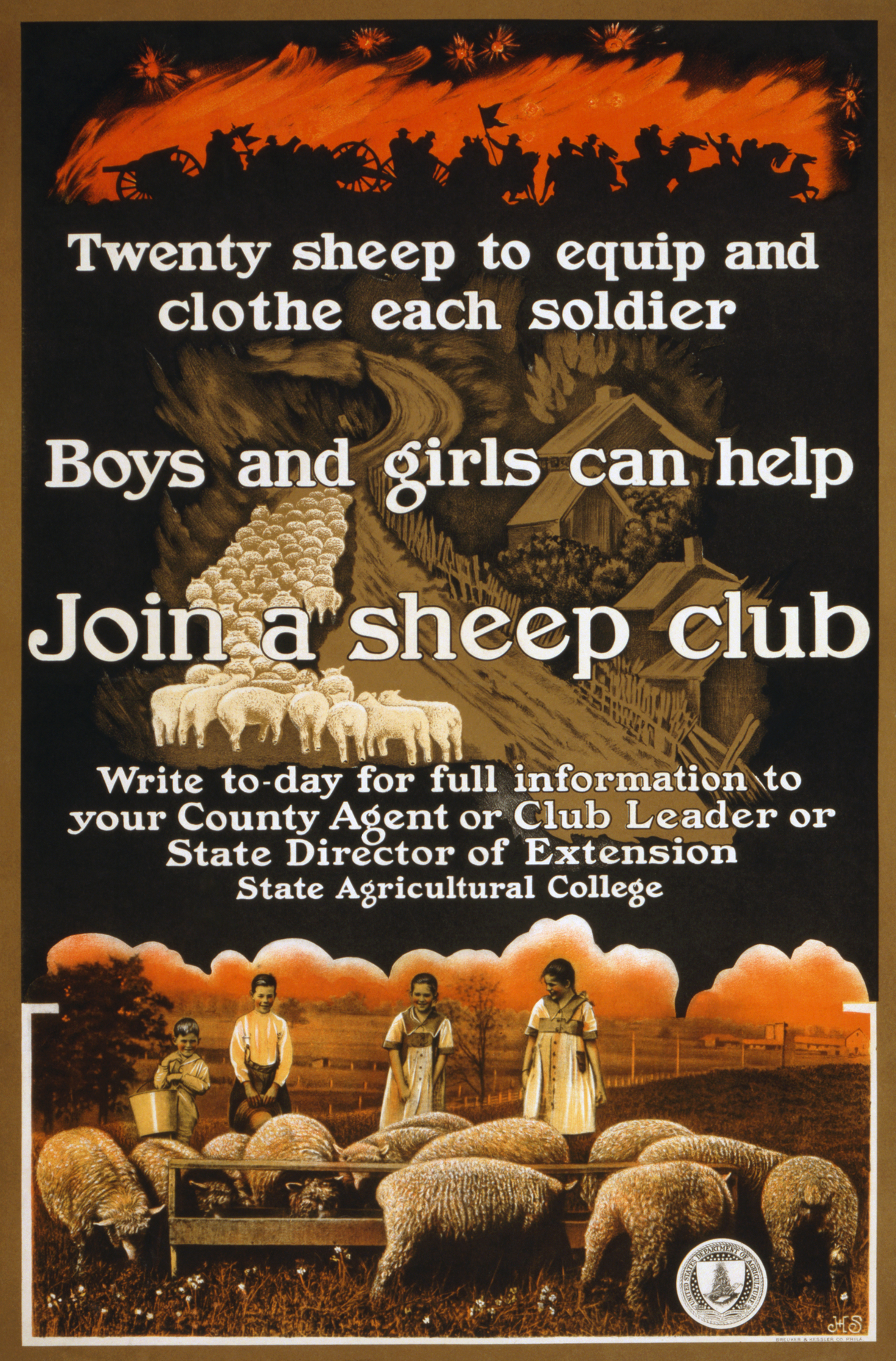
Un pòster de la Primera Guerra Mundial als Estats Units.

Segons la FAO, els 10 principals productors de carn d'ovella indígena són:
1. Estats Units
2. Iran
3. Regne Unit
4. Turquia
5. Síria
6. Índia
7. Espanya
8. Sudan
9. Pakistan
10. Islàndia

Xina realment té el major nombre d'ovelles domèstiques mentre Nova Zelanda té el major nombre d'ovelles per capita.